# Brachirus niger
Brachirus niger is een straalvinnige vissensoort uit de familie van de eigenlijke tongen (Soleidae). De wetenschappelijke naam van de soort is voor het eerst geldig gepubliceerd in 1880 door Macleay.